# La Petite Sacoche noire
La Petite Sacoche noire (titre original : The Little Black Bag) est une nouvelle de science-fiction de Cyril M. Kornbluth. La nouvelle a reçu le prix Hugo de la meilleure nouvelle longue 1951, attribué rétrospectivement en 2001.

## Publications
Entre 1950 et 2017, la nouvelle a été éditée à plus d'une cinquantaine de reprises dans des recueils de nouvelles de Kornbluth ou des anthologies de science-fiction.

### Publications aux États-Unis
La nouvelle est parue en 1950 dans Astounding Science Fiction no 236.
Elle a ensuite été régulièrement rééditée dans divers recueils de Cyril M. Kornbluth et diverses anthologies.

### Publication en France
La nouvelle a été publiée en France dans l'anthologie Histoires de médecins, Livre de poche, mai 1983 (réédition 1987).

### Publications dans d'autres pays
La nouvelle est parue :
- en Italie sous le titre La valigetta nera (1964, réédition 1987) ;
- en Allemagne sous le titre Die kleine schwarze Tasche (1969, réédition 1971) ;
- aux Pays-Bas sous le titre Het Zwarte Dokterskoffertje (1977) ;
- en Croatie sous le titre Crna torbica (1977)[4].

## Résumé
Dans le futur, vers 2450, le vieux Dr Hemingway perd sa trousse médicale, sa « petite sacoche noire », qui est envoyée dans le passé par une machine à voyager dans le temps mal maîtrisée. Elle est récupérée par autre vieux médecin, le Dr Full, incompétent et alcoolique, qui vit dans les années 1940. 
Au début, il croit que ce n'est qu'une vieille sacoche de rien du tout ; celle-ci contient bien des choses bizarres mais il n'en a cure. Il se dit qu'il va la remettre en dépôt au Crédit municipal, qui lui en remettra un bon prix. Alors qu'il se dirige vers cet établissement, il est requis par une femme de soigner une petite fille. Il va voir la gamine, et utilise certains objets de la sacoche : en quelques minutes, il soigne l'enfant dont l'état paraissait irrémédiable. Il comprend alors que c'est une trousse médicale dotée d'instruments et de médicaments particulièrement puissants et élaborés. Une jeune femme blonde, constatant son travail sur l'enfant, et ayant vu l'embarras du médecin dans l'utilisation des objets de la sacoche, a compris que ce n'était pas la sienne. Elle le menace de chantage et de dénonciation… 
Quelques mois après, le Dr Full et la clinique qu'il dirige sont devenus très connus. Full est désormais un médecin apprécié, célèbre pour les guérisons quasi-miraculeuses qu'il effectue… grâce à la petite sacoche noire, dont les médicaments semblent se renouveler tout seul, sans action extérieure. Il a une secrétaire qui fait office d'infirmière : la femme blonde précitée, prénommée Angie. Celle-ci presse le médecin d'abandonner la médecine classique et de se tourner vers la chirurgie esthétique : c'est beaucoup plus rentable sur le plan financier. Exceptionnellement, le médecin accepte. Mais il le regrette : il sait que ses « talents » sont usurpés et qu'il est un médecin incompétent qui a eu de la chance, sans plus. Le remords aidant, il annonce à sa secrétaire infirmière qu'il va révéler au monde entier l'existence de la sacoche. Angie refuse, se saisit d'un bistouri de la sacoche, et le tue froidement. Elle s'empresse de faire disparaître le corps du médecin avec de l'acide surpuissant qu'elle trouve encore dans la sacoche. Une patiente, Mme Coleman, arrive, qui souhaitait une opération de chirurgie esthétique. Angie, qui n'est ni médecin ni chirurgien, mais qui avait vu le Dr Full pratiquer, fait comme lui. La patiente lui dit alors qu'elle comprend tout : Angie veut utiliser un bistouri pour de la chirurgie esthétique ? Est-elle folle ? Veut-elle la tuer ? Angie lui explique que ce n'est pas un bistouri tranchant, contrairement aux apparences, mais un « masseur sous-cutané » inoffensif. 
Pendant ce temps, en 2450, le gardien des Trousses d'Instruments Médicaux est avisé que la trousse n°674.101 vient de servir à commettre un homicide. Le gardien, Al, appuie sur un bouton qui inactive la sacoche. Pendant ce temps, la patiente en colère met Angie au défi : « Vous feriez n'importe quoi sur mon cou, mais vous ne vous risqueriez pas à utiliser ce truc-là sur vous ! ». Angie, pour la calmer et montrer l'aspect inoffensif du masseur sous-cutané, règle la lame sur 3 cm, afin de se le passer dans la gorge et racler quelques grammes de gras et de cellulite, la lame ne sectionnant que les tissus cornés et morts de l'épiderme. « En souriant, elle appuya sur le scalpel, sa lame coupante comme un microtome, sectionna les vaisseaux sanguins majeurs et mineurs, le tissu musculaire et le pharynx ; bref Angie se trancha la gorge. Il fallut quelques minutes à peine à la police — alertée par les cris d'orfraie de Mme Coleman — pour arriver, mais déjà les instruments s'étaient recouverts d'une épaisse croûte de rouille et les flacons qui avaient contenu le ciment vasculaire (…) ne contenaient plus qu'un limon noir ; lorsqu'on les ouvrit, ils laissèrent échapper les gaz pestilentiels de la putréfaction. »